# Рибак Володимир Іванович
Володимир Іванович Рибак (30 листопада 1971, Горлівка, Донецька область — 17-19 квітня 2014, Горлівка, Донецька область) — депутат Горлівської міської ради Донецької області від ВО «Батьківщина». Захищав честь українського прапора над Горлівкою під час російсько-української війни, через що був викрадений і закатований російськими окупантами. Став першим мирним жителем, що загинув у війні на Донбасі.
Герой України (2015, посмертно).

## Біографія
1987—1991 — Горлівський автотранспортний технікум спеціальність: експлуатація автомобільного транспорту; кваліфікація: технік-експлуатаційник.
1991—1995 — Автомобільно-дорожній інститут Донецького національного технічного університету, факультет: «Автомобільний транспорт», спеціальність: автомобілі та автомобільне господарство; кваліфікація: інженер-механік.
1995—2009 — Горлівське ГУ УМВС України в Донецькій області — відділ карного розшуку. У цей час в 2000—2002 — слухач Міжрегіональної академії управління персоналом, факультет: «Правознавство», спеціальність: комерційне та трудове право; кваліфікація: юрист.
З 2009 — член партії ВО «Батьківщина».
З 2010 — голова Горлівської міської організації політичної партії ВО «Батьківщина».
З листопада 2010 — депутат Горлівської міської ради, член постійної комісії міської ради з питань житлово-комунального господарства.
На парламентських виборах 2012 був кандидатом у народні депутати від виборчого округу № 52 (Донецька область). Зайняв 4-те місце, отримавши 3,92 % голосів (3 332).
Мав репутацію борця за справедливість, неодноразово критикував управління міської ради, звинувачуючи його у діяльності, що має ознаки корупції[джерело?].

### Обставини вбивства
Володимир був викрадений невідомими 17 квітня 2014 в Горлівці одразу після мітингу, організованого на підтримку міського голови Євгена Клепа, під час якого Володимир Рибак зробив спробу зняти прапор терористичної організації «Донецька народна республіка» і повернути державний український прапор на будівлю міськради.
19 квітня його тіло було знайдено місцевими рибалками в річці Казенний Торець біля смт Райгородок Слов'янського району Донецької області з ознаками насильницької смерті. 22 квітня тіло було упізнано дружиною. Разом із ним було знайдено тіло студента Юрія Поправки. За повідомленням пресслужби МВС «Причина смерті обох загиблих — комбінована травма тіла внаслідок тортур, з подальшим утопленням ще живих непритомних потерпілих».
За наявними у слідства даними, до тортур і вбивства цих людей причетні представники сепаратистського угруповання, яке захопило будівлю СБУ в місті Слов'янську. Головний редактор Цензор.нет Юрій Бутусов повідомив:

Катували жахливо. Краще ці фото нікому не бачити. Це робили не люди, а звірі. Палили вогнем, різали ножами… Експерти показують — чисто «кавказький почерк» … Є два свідки, які бачили, як катували цих людей у будівлі, яку контролюють «зелені чоловічки», що саме вони охороняли кімнату тортур

#### Версія Служби безпеки України
23 квітня Служба безпеки України оприлюднила наявну інформацію.
Встановлено, що 17 квітня Ігор Безлер («Бєс») доручив начальнику самопроголошеної міліції Горлівки нейтралізувати Володимира Рибака, котрий намагався встановити український прапор на будівлі Горлівської РДА. Також Безлер наказав члену своєї групи, військовому РФ, викрасти Рибака, посадити його до автівки і вивезти в означене місце, де вжити щодо нього заходи фізичного впливу.
Далі за вказівкою Ігоря Гіркіна («Стрєлок») Володимира Рибака доставили в штаб сепаратистів у Слов'янську, де Гіркін зустрівся з ним особисто.
20 квітня Гіркін особисто наказав самопроголошеному меру Слов'янська Пономарьову вивезти зі штабу тіло вбитого Рибака.

## Нагороди та вшанування
- Звання Герой України з врученням ордену «Золота Зірка» (20 лютого 2015, посмертно) — за громадянську мужність, патріотизм, героїчне відстоювання конституційних засад демократії, прав і свобод людини, самовіддане служіння Українському народові, виявлені під час Революції гідності.[15]
- Вчинок Володимира Рибака згадується у виступі Президента України 18 вересня 2014 року на засіданні Конгресу США.[16]
- На честь Володимира Рибака у жовтні 2022 року назвали вулицю у Києві.